# Ріхард Круспе
Рі́хард Цван Кр́успе, відомий також як Ріхард Ц. Круспе, Ріхард Круспе-Бернштайн (нім. Richard Zven Kruspe, Richard Z. Kruspe-Bernstein; 24 червня 1967, Віттенберґе, НДР) — німецький музикант, найбільш відомий як соло-гітарист німецького індастріал-метал гурту Rammstein. Він є провідним гітаристом новонімецького хардкор-гурту Rammstein і вокалістом створеного ним же проєкту Emigrate.

## Короткий огляд
- Справжнє прізвище: Kruspe (після одруження з американською акторкою Карон Бернштейн(інші мови) в 1999 році деякий час носив подвійне прізвище Kruspe-Bernstein, після розлучення від нього відмовився)
- Діти: дочка Khira Li Lindemann — нар. 28 лютого 1991. Також в одному з останніх інтерв'ю з'явилася інформація про сина Ріхарда Мерліна, який народився в 1992 році.
- Освіта: кваліфікований кулінар, вища музична.
- Робота: працював продавцем у пункті приймання скляного посуду та далекобійником, інше невідомо.
- Музичне минуле: Orgasm Death Gimmick(інші мови), First Arsch, Das Elegante Chaos, Das Auge Gottes(інші мови), Die Firma(інші мови).

## Біографія
Народився в багатодітній сім'ї, де крім нього ще були брат і сестра. Ріхард був наймолодшим з усіх. Дитинство провів в маленькому містечку Віттенберге (нім. Wittenberge) і в сусідньому Шверіні, на півночі НДР.

У молодості величезний вплив на нього мала творчість гуртів AC/DC та Kiss. 
|  | «Якось я намалював назву «KISS» у своєму зошиті, що було, звичайно, суворо заборонено, — згадує Ріхард. — Так що мене шпетили у дворі прямо перед всією школою. Але після цього KISS стали подобатися мені ще більше ….» Оригінальний текст (нім.) «» |

І до цього дня Ріхард залишився прихильником цього колективу, що, між тим, не перешкодило йому пізніше критично висловитися про їхню творчість, в шоу, яке покликане приховати брак сенсу в музиці.
У 12 або 13 років займався спортом за ініціативою батьків, що було також дуже типово для НДР-івських сімей того часу, біля семи років Ріхард професійно займався боротьбою, з чим пов'язано безліч оповідань про його рестлерське минуле. За словами Ріхарда, саме воно навіяло йому ідею вибрати роль борця у відомому кліпі Mein Teil. Але спортивні захоплення не завадили нашому герою вибрати своєю головною любов'ю іншу стихію — музику. Очі на його вибір Ріхарду розкрила в один прекрасний день дівчина: "Коли мені було 16, я побував у Чехословаччині зі своїми друзями і в кінці поїздки купив гітару, — розповів якось гітарист. — Спершу я хотів перепродати її, тому що в НДР гітари коштували великих грошей, а гроші, зрозуміло, були справою зовсім не зайвою. Ми вирушили назад і зупинилися в наметовому таборі. Я сидів біля вогнища, і якась дівчина попросила мене зіграти. Я пояснив їй, що не вмію грати, але вона продовжувала наполягати. Я немов з розуму зійшов, взяв гітару і почав смикати струни. Чим голосніше я грав, тим більше їй це подобалося. І тут мені в голову прийшла геніальна думка: Дівчата люблять хлопців, які вміють грати на гітарах! ". Трохи пізніше Ріхард зрозумів, що його ледь не з самого дитинства цікавила музика, а його вчителька музики вважала, що у хлопчика є гарне почуття ритму і його треба віддати в музичну школу: "Мені було дванадцять і я постійно слухав музику — ліворуч від мене стояв програвач, магнітофон праворуч, а посередині сидів я і всьому цьому підспівував. Одного разу я зрозумів, що у мене талант до музики. Тоді я почав тренуватися: два роки поспіль, близько шести годин кожен день. Після цього я вступив до музичного училища, ще чотири роки займався музикою і грав у багатьох групах ". Таким чином, до 20 років Ріхард здобув музичну освіту в НДР-івської джаз-школі (яку він має, до речі, єдиний з Rammstein).
До власної творчості гітарист донині ставиться з відчутним трепетом. Його мрією було створити власну групу, і в один прекрасний день він поїхав проявляти свій непроявлений креатив в столицю, Берлін. "Одного разу в Шверині мені стало надто тісно, можливості були надто обмежені, а повітря, щоб дихати вільно, було усе витрачено, — говорить Ріхард. — Мені стало ясно, що тут дуже мало людей, які роблять музику дійсно з пристрасті, я постійно мав їх підганяти. Мене ж музична сцена зробила практично хворим. І в 1988 році я переїхав до Берліна, хоча не знав там жодної людини. Я знімав квартиру на Люхенер штрассе з видом на маленький задній дворик, у мене була з собою гітара і була ударна установка, і там я міг займатися музикою, скільки захочу ".

Тут треба сказати, що на переїзд Ріхарда в Берлін вплинули, швидше за все, ще й сімейні обставини. Він з дитинства жив без батька, з матір'ю та вітчимом, і кілька разів говорив в різних інтерв'ю, що у нього були не дуже хороші відносини з обома батьками. Ріхард про свою матір: 
|  | «У мене з мамою не дуже гарні стосунки, але я думаю, зараз вона вважає, що я займаюся не останньою дурницею». Оригінальний текст (нім.) «» |

Відомо, що в перший раз він привів свою матір на концерт Rammstein тільки в 2001 році. Загальновідома історія про конфлікт Ріхарда з вітчимом, коли той зірвав зі стіни в його кімнаті постер із Kiss — групою, яку Ріхард у свої 12 років обожнював — і порвав його. Майбутній гітарист проплакав всю ніч, але до ранку плакат уже висів на своєму колишньому місці.
Практично у всіх командах, де Ріхард тоді грав, його знали під псевдонімом Шолль (Scholle з німецької перекладається як «брила» або як «камбала» — яке саме значення мав на увазі Ріхард, по цей час залишається для нас таємницею). Шолль був зовсім не схожий на нинішнього Ріхарда: його улюбленими зачісками в той час були довгі дреди, висвітлення, або стрижка зі світлим меліруванням, яку доповнював довгий хвіст на потилиці, і яку Тілль, який ще не був на той момент вокалістом групи Rammstein, з цієї причини одного разу охрестив «білочкою». Ріхард вже в той час мав проблеми зі Штазі, оскільки не завжди виходив на роботу. Це було однією з найбільших проблем для музикантів НДР, оскільки участь у музичному колективі вважати за роботу уряд категорично відмовлявся. Додатковим способом його заробітку в той час було те, що він сам майстрував і продавав різні прикраси, що свідчить про суттєві творчі здібності не тільки в сфері високих матерій, а й у площині побутового конструювання. «В Берліні тоді у музикантів було дві можливості жити, — любить розповідати Ріхард. — Або ти мав привілеї як професіонал і міг займатися музикою, або ти взагалі не мав права писати музику, тому що офіційно тобі була присвоєна інша професія. Тому я майстрував прикраси, продавав їх на вулицях Берліна, а у вільний час писав музику. Потім я по абсолютно нелюдському курсу обміняв 15000 східних марок, отримав за них 1200 західних марок, і, зустрівши одного разу в якомусь кафе людину „з того боку“, запитав його, не міг би він купити мені гітару. Тоді мені здавалося: потрібно тільки заволодіти непересічною гітарою, і тобі взагалі не потрібно буде вміти грати — вона сама буде грати все, як треба. І ось так я віддав цій людині гроші, хоча майже його не знав. Гроші він взяв — а потім пропав на два місяці. Я вирішив — так, часу було достатньо, щоб зрозуміти, що мене обдурили. А 1200 західних марок тоді були дійсно великою, дуже великою сумою, яку я довго збирав. Але незадовго до Різдва до мене в двері постукали — прийшла посилка. Це була моя перша справжня гітара. Але коли я її розпакував і зіграв, я зрозумів — це всього лише гітара…».
Історія покупки цієї першої гітари нерідко переказувалася лідер-гітаристом в різних інтерв'ю, так само як і історія про те, чому він одного разу вирішив тікати зі Східної Німеччини. У Берліні в той час було дуже неспокійно. Наближався криза НДР-івської влади, в 89-му настала знаменита «осінь демонстрацій»  і на одній з таких демонстрацій Ріхард опинився через рік після свого переїзду. 10 жовтня з ним сталася подія, яка повністю визначила його погляди на життя в НДР. "Того дня я абсолютно випадково потрапив на одну з цих демонстрацій. Я був оточений поліцейськими і відвезений кудись на околицю міста на вантажівці. Після години їзди вантажівка зупинилася десь в районі Вайсензее. Призначенням була поліцейська станція, і там мене тримали три дні. Шість годин я повинен був стояти біля стіни, і якщо я пробував ворушитися, мене били. При цьому я був абсолютно ні в чому не винен, але це поліцію, звичайно ж, не цікавило. Після трьох днів я був повністю «готовий» і вирішив: досить. Раніше у мене ще ніколи не було думок залишити НДР. Але тоді мені стало ясно, я повинен звідси їхати. Так я незабаром втік до Австрії через «зелений» угорський кордон. Мій шлях привів мене в західний Берлін. Але я розумів, що це не найкраще рішення … ".
Звичайно, рішення було не ідеальним — до біженців зі Сходу у ФРН ставилися не особливо добре. Однак музична робота тривала, записувалися демоверсії пісень, тоді ще до болю схожих на їхні американські «шаблони». В цей же час Ріхард розлучився з матір'ю своєї дочки Кіри (нею, до речі кажучи, була колишня дружина Тілля, вони з Ріхардом ніколи не були одружені, і прізвище Ліндеманн дісталася дівчинці від матері), і в житті його, як він пізніше говорив, настала смуга глибокої депресії. Попри те, що Ріхард так офіційно і не визнав Кіру, оскільки дитина була незаконною, у нього збереглися чудові стосунки з дочкою. Незважаючи на малий вік, Кіра вже встигла взяти участь у кількох проєктах, пов'язаних з життям Rammstein — у 8 років вона знімалася у пісні Tier на знаменитому концерті Live aus Berlin у 1998 році, в більш старшому віці — в епізодах кліпу на пісню Amerika, а її голос можна почути в приспіві пісні Spieluhr.
Після року, проведеного в західному Берліні, і падіння стіни Ріхард знову повернувся на свою батьківщину в Шверін, де почав роботу над проєктом Das Auge Gottes, яка обірвалася практично на самому початку. Саме тоді відбулося знайомство Ріхарда з майбутнім солістом Rammstein, а тоді — ще тільки барабанщиком групи First Arsch Тіллем Ліндеманном. До того ж часу відноситься найвідоміший проєкт, в якому брав участь Ріхард — Orgasm Death Gimmik.
Проте в один прекрасний день ODG Ріхарду здалися надто нудними — швидше за все, через їх украй невизначений стиль — і, кинувши напризволяще так і не встигло до ладу себе застовпити музичне дітище, зайнявся планами щодо того, щоб зібрати іншу команду. Ще якийсь час він грав разом з Die Firma, де відбулося його знайомство з майбутнім барабанщиком Rammstein Крістофом Шнайдером. Тоді ж були сказані перші слова про новий спільний проєкт, який тоді ніхто ще не називав Rammstein. "У той час я частенько думав про Америку, — розповідає Ріхард. — І я обов'язково хотів подивитися на цю країну, де все здавалося можливим. Тут зіграло свою роль не тільки моє захоплення американською музикою, а й просто бажання подивитися на новий, чужий світ. Захоплення цим світом. Після багатьох років у НДР, після життя за стіною Америка була для мене синонімом свободи ". Тоді Ріхард разом з Олівером і Тіллем перший раз злітали в Америку. Саме після цієї подорожі з'явилися думки про те, як важливо зберігати свою індивідуальність, і виникла ідея створити проєкт, пов'язаний саме з німецькою музикою.
Залишилось сказати ще пару слів про Ріхарда й Америку, оскільки саме з цією країною він пізніше пов'язав своє життя. Під час літнього туру Rammstein по США в 1999 році після концерту в Нью-Йорку 3 червня менеджер групи Емануель Фіалік познайомив Ріхарда з його майбутньою дружиною, топ-моделлю і кіноактрисою Карон Бернштейн (відома за фільмами «Бізнес для насолоди», "Хто цей чоловік", " Загублені в часі"та ін.). "Я ще зовсім не знав англійської, коли робив їй пропозицію, — зізнавався Ріхард. — Це було великим переживанням для мене ". Весілля відбулося 29 жовтня 1999 на пляжі в Лонг Айленд. Вона була проведена за єврейськими звичаями і супроводжувалася гітарними композиціями, складеними Ріхардом спеціально до цієї події. Свідком був Тілль Ліндеманн. Правда, медового місяця у молодят так і не було, бо через три дні після весілля Ріхард був змушений повернутися в Берлін, щоб разом з рештою групи приступити до роботи над новим альбомом. З тих пір Ріхард довгий час мав два будинки, по півроку живучи в Німеччині, а по півроку в Америці, якщо група не перебувала у турі. Проте в 2003 році шлюбний союз Ріхарда з Карен розпався.
У 2002 році, після кризи, яка ледь не призвела до розпаду групи, Ріхард переїхав у Нью-Йорк остаточно. Якийсь час він жив у Сохо, в квартирі, обладнаній власною студією, потім переїхав звідти. Нерозтрачений креатив, однак, досі не дає Ріхарду спокійно жити. З новітньої історії достеменно відомо, що саме він послужив однією з причин тої самої кризи, в якій опинилася група в момент роботи над четвертим студійним альбомом Reise, Reise — і вихід знайшовся тільки тоді, коли Ріхарду дали «добро» на роботу з власною студійкою.
Ця студійка під назвою Emigrate побачила світ 31 серпня 2007 року. Після її виходу Ріхард був повний надій з'їздити в тур зі своїм особистим альбомом, однак йому завадила та обставина, що на той час уже пора було починати роботу над новим студійним альбомом Rammstein — Liebe ist für alle da.

## Особливі прикмети
Сережка у правому вусі до кінця 1997. Дуже багато палить. Любить дивитися на себе в дзеркалі.

## Цитати
Ріхард про мрії:

| «У дитинстві я часто повторював: "Я буду рок-зіркою." Мені завжди говорили, що я вигадую. Але я завжди вірив у це, і це найважливіше - вірити. Ти просто повинен бути впевнений в тому, що зіграєш в житті певну роль, - тоді ти починаєш помічати певні знаки долі і вживатися в цю роль. І це нормально. Так у певних людей зароджується і зростає певна мрія. Мрія хоче, щоб про неї мріяли. У мрії є багато спільного зі сном. Якщо починаєш сумніватися, то помічаєш, що ніякого сну немає. Іноді просто важливо дозволити людям мріяти...» Оригінальний текст (нім.) «In der Kindheit wiederholte ich oft: „Ich werde Rockstar.“ Mir immer sagten, daß ich erfinde. Aber ich glaubte daran immer, und, dieses wichtigst — zu glauben. Du sollst darin einfach überzeugt sein, daß du im Leben eine bestimmte Rolle spielen wirst, — dann beginnst du, bestimmte Zeichen des Schicksals zu bemerken und, sich in diese Rolle einzuleben. Und es ist normal. So in bestimmten Menschen bildet sich und es wächst ein bestimmter Traum. Der Traum will, daß von ihr träumten. Beim Traum ist viel gemeinsam mit dem Traum. Wenn du beginnst, zu bezweifeln, so bemerkst du, daß es keinen Traum gibt. Es ist Manchmal einfach wichtig, den Menschen zuzulassen, zu träumen...» |
Ріхард про Бога:

| «Я вірю не в Бога, я вірю в земне правосуддя, тобто в те, що все, що ми робимо - погане чи хороше - обов'язково повернеться до нас. Ось у яке правосуддя я вірю.» Оригінальний текст (нім.) «Ich glaube an den Gott nicht, ich glaube an die Erdrechtspflege, das heißt darin, daß aller, daß wir - schlecht machen oder gut — wird zu uns unbedingt zurückkehren. An welche Rechtspflege ich » |

## Дискографія

### УRammstein
- Herzeleid (Motor Music, 25 вересня 1995).
- Sehnsucht (Motor Music, 22 серпня 1997).
- Mutter (Motor Music, 2 квітня 2001).
- Reise, Reise (Motor Music, 27 вересня 2004).
- Rosenrot (Motor Music, 28 жовтня 2005).
- Liebe ist für alle da, (Motor Music, 16 жовтня 2009).

### ВEmigrate
- Emigrate (альбом).

## Сингли
- Du Riechst So Gut — (24 серпня 1995).
- Seemann — (2 січня 1996).
- Engel — (1 квітня 1997).
- Engel, Fan Edition (23 травня 1997).
- Du Hast (18 червня 1997).
- Das Modell (23 листопада 1997).
- Du Riechst So Gut '98 (17 квітня 1998).
- Stripped (27 червня 1998).
- Asche zu Asche (15 січня 2001).
- Sonne (сингл) (12 лютого 2001).
- Links 2 3 4 (14 травня 2001).
- Ich will (10 вересня 2001).
- Mutter (сингл) (25 березня 2002).
- Feuer frei! (14 жовтня 2002).
- Mein Teil (26 липня 2004).
- Amerika (сингл) (13 вересня 2004).
- Ohne dich (22 листопада 2004).
- Keine Lust (28 січня 2005).
- Benzin (сингл) (2005)
- Rosenrot (16 грудня 2005).
- Mann gegen Mann (3 березня 2006).
- Pussy (18 вересня 2009).